# Náchod
Náchod város Csehországban, a Hradec Kralovei kerületben, az északkelet-csehországi régióban.

## Fekvése
A Metuje folyó mellett fekvő település.

## Története

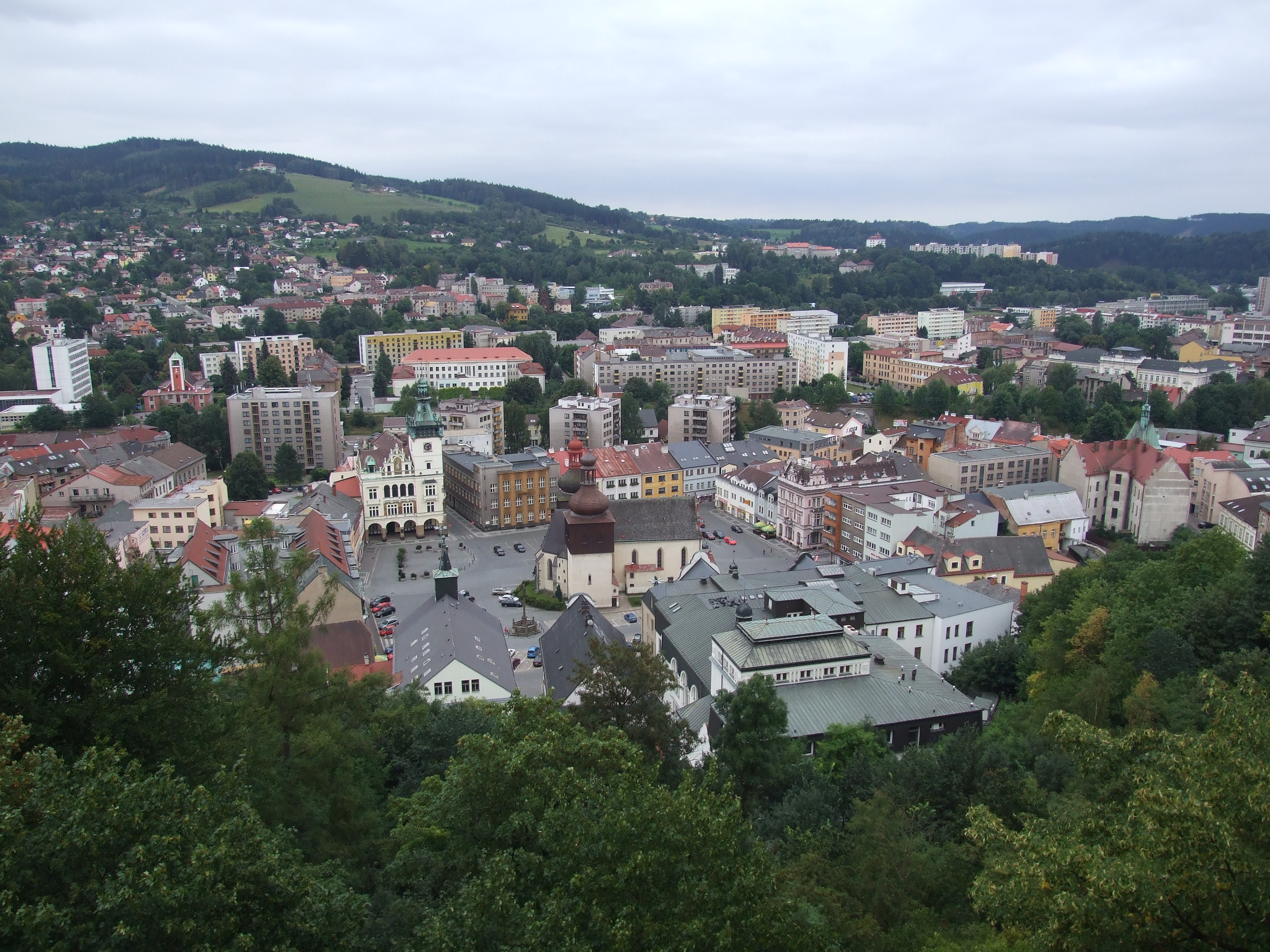

Náchod nevét 1254-ben említette először oklevél.
Várszerű kastélyát még a 13. században a Načeraticů nemzetség alapította területe védelmére. Itt haladt egykor a stratégiailag fontos, Lengyelországba tartó régi kereskedelmi útvonal.
Náchod elődje, a mai Óváros, melyet a 14. században az úgynevezett városfal védett, melynek falai egészen a hegytetőn levő várig nyúltak fel.
Az évszázadok során, a kastély tulajdonosai többször változtak, 1544 a várost a hatalmas és gazdag Smiřice Smiricky család szerezte meg.
1566 és 1614 között a várat átépítették, reneszánsz stílusú kastéllyá.
A várost a királyi városokkal csaknem megegyező kiváltságokkal is felruházták, azonban a harmincéves háború megszakította fejlődését.
Az 1600-as években Náchod az olasz Piccolomini család birtokába került, és az ő birtokukban maradt egészen 1783-ig, a család kihaltáig.
1663-ban egy nagy tűzvész után épült fel a barokk stílusú régi városháza és a templomot is átépítették.
Náchod fejlődésében a 19. század ismét nagy változásokat hozott; ekkor épült ki a vasút és az ipar is, ezen belül a textilipar. Az építés a 20. században is folytatódott, a század elejére Náchod a gyapotipar egyik legnagyobb központja lett. Ekkor alakult ki a mai városközpont is. Felépült az új városháza és a szecessziós stílusú városi színház is.

## Nevezetességek
- Városháza

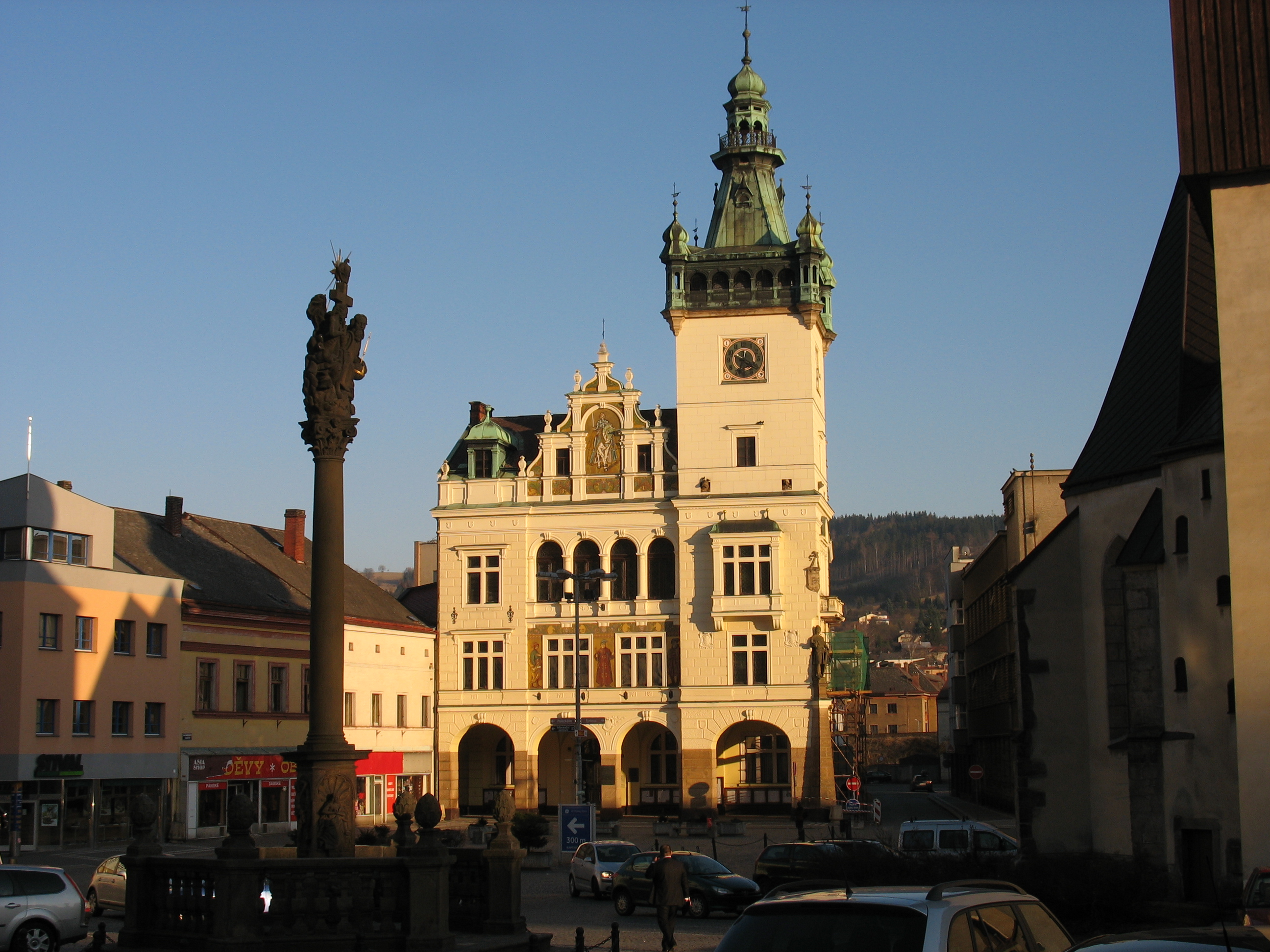
Náchod, Városháza és a pestis szobor az előtte fekvő téren.

- Várkastély - a 13. században épült a város feletti magaslaton, az ut és a határ őrzésére. 1544 - 1621 között a vár a Smiřičtí család birtokában volt, aki azt felújított és reneszánsz kastéllyá építtette át. 1634-ben II. Ferdinánd császári Náchod várát az olasz Piccolomini családnak adta át, aki itt letelepedve lakóhelyéül választotta a várkastélyt, és egyben erődítménnyé építette ki azt.

- A várkastély szobái közül kiemelkedő szépségű a spanyol Hall, ahol F. Harovník és G. Vanettitől származó korai barokk festmények maradtak fenn, valamint a szoba falain gazdag rokokó stukkó díszítés is. Sikerült megőrizni az eredeti kora barokk stukkókat a vár kápolnájában is. A vár legértékesebb kiegészítő elemei a 17. századból való brüsszeli kárpitok és Pietro Snayrs és Joachim Sandrart festményei.
- Szentháromság szobor

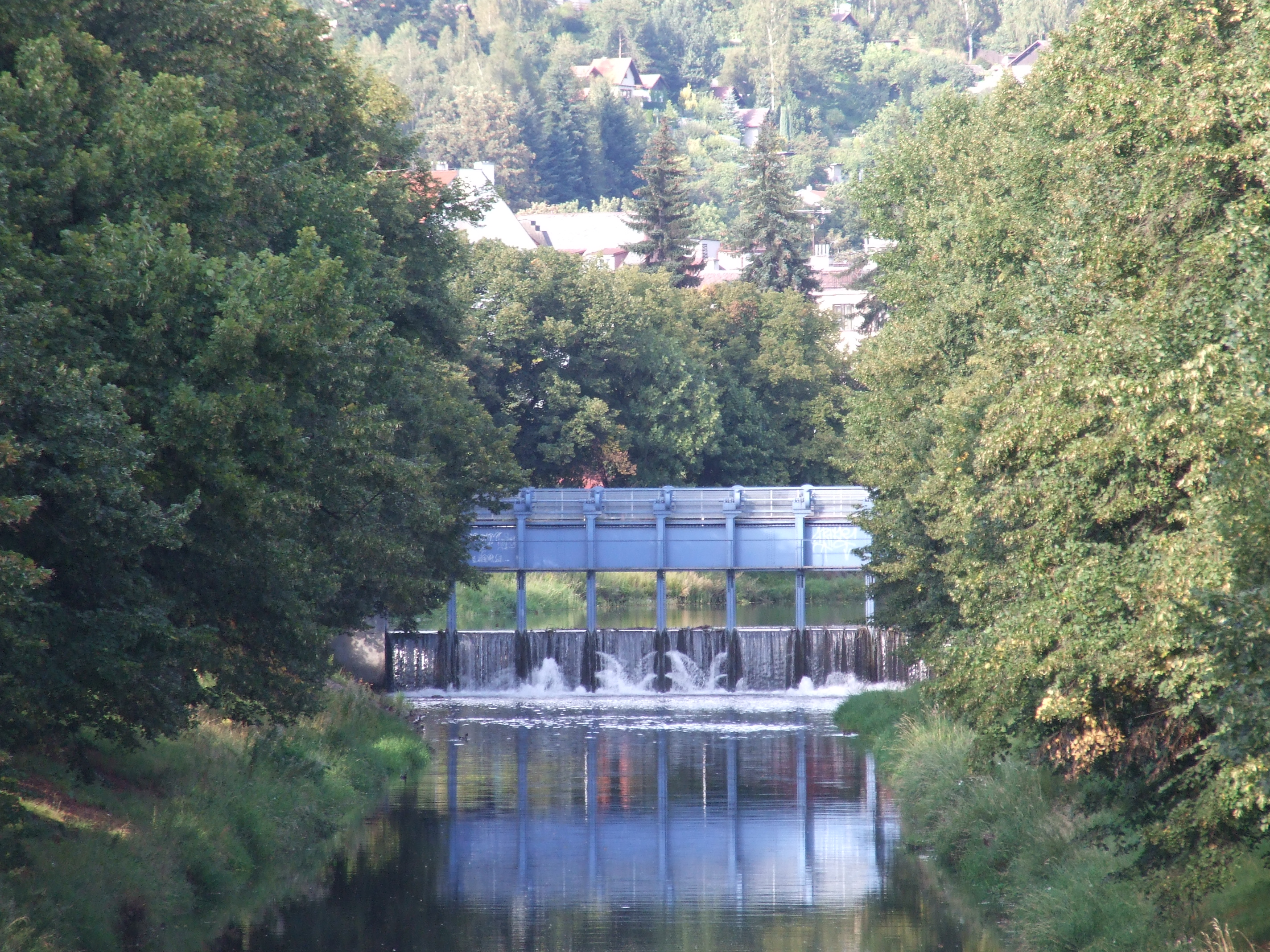
A Metuje folyó Náchodnál

- Nepomuki Szent János szobor a TGMasaryka Nam templom északi oldalán
- A középkori 1325 körül épült városfalak maradványai

## Népesség
A település népessége az elmúlt években az alábbi módon változott:
| Lakosok száma | 6757 | 10 481 | 16 807 | 17 731 | 19 892 | 21 400 | 20 149 | 19 979 | 19 220 | 20 036 |
|               | 1869 | 1890   | 1921   | 1950   | 1980   | 2001   | 2017   | 2019   | 2022   | 2024   |